# KUTS DA COYOTE
KUTS DA COYOTE(カッツダコヨーテ)は日本出身のヒップホップMC。
齢|1983|4|2|}  日本・福島県南相馬市
| Height = 180cm
血液型 O型
| Instrument = RAPPER
ボーカル ラップ
| Occupation = ミュージシャン
デザイナー
東京ストリート・シーンをにぎわすユニットEMERALD(エメラルド)の首謀者的存在。
2012年 DJFILLMOREプロデュースの『Westaholic Records vol.1』等への参加、またストリート限定で発表されたエイサップ・ロッキー“Purple Swag (Remix)”へDJ TY-KOH、PUNPEE、Cherry Brown、ERA、VITO (SQUASH SQUAD)とともに参加するなど、多角的な活動で各方面から注目を集めているラッパー。
2013年 westaholic recordsからファーストアルバムを発売。
リード曲となったラブホなう ft T.O.P. がスマッシュヒット。AV女優の霜月るなを起用したMVは話題を呼び公開後3日で10万再生を記録したがyoutube側から過激な内容のため削除されている。(現在は年齢制限を設け公開。)
2016年 同世代のラッパーYsと十影.BIG-T率いるFORFRONT RECORDSに加入 
ヒット曲には 
夜遊び-sky’s the limit- ft Ys
深く考えなくていいよ ft J-REXXX  などがある
自身のブランド YAHWEH‘S EYES(ヤハウェズアイズ)や
COUCH LOCK(カウチロック)のデザイナー兼プロデューサー。

## 経歴
- 2012年 album「EMEK-再生-mixxxed by DJ FILLMORE」
- 2013年 album「ESCAPE TO PARADISE」
- 2016年 album「GLOW IN THE DARK」
- 2017年 single 「WASURENNA」
- 「印税収入」
- 2018年 single 「タイ料理」
- 2019年 single 「TNF」を発表
- 2019年　EP　「LOYALTY」を発表

## レーベル
WESTAHOLIC
FORFRONT